# Нова-Араса
Нова-Араса (порт. Nova Araçá) — муниципалитет в Бразилии, входит в штат Риу-Гранди-ду-Сул. Составная часть мезорегиона Северо-восток штата Риу-Гранди-ду-Сул. Входит в экономико-статистический микрорегион Гуапоре. Население составляет 3508 человек на 2006 год. Занимает площадь 74,360 км². Плотность населения — 47,2 чел./км².

## История
Город основан 22 декабря 1964 года.

## Статистика
- Валовой внутренний продукт на 2003 составляет 73 767 482,00 реала (данные: Бразильский институт географии и статистики).
- Валовой внутренний продукт на душу населения на 2003 составляет 21 805,35 реала (данные: Бразильский институт географии и статистики).
- Индекс развития человеческого потенциала на 2000 составляет 0,834 (данные: Программа развития ООН).

## География
Климат местности: субтропический.